# Budismo en Sudáfrica

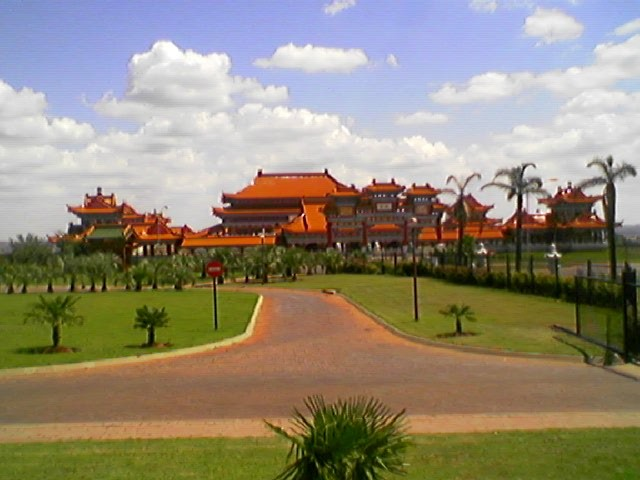
El Templo de Nan Hau Complejo, cerca de Johannesburgo.

Las tradiciones budistas están representadas en Sudáfrica de muchas formas. Aunque la naturaleza intrínsecamente introspectiva del budismo no fomenta el censo, los adherentes a estas tradiciones suelen ser francos y apoyados quizás por un número aún mayor, aunque oculto, de simpatizantes. Los templos, centros y grupos son comunes en las áreas metropolitanas y se cree que el país comprende la comunidad budista más grande de África.

## Historia
Aparte de varios grupos budistas traídos a la Colonia del Cabo desde el sudeste asiático durante la década de 1680, y los muchos trabajadores contratados traídos a  Natal desde India durante la última parte del siglo XIX. siglo (algunos de los cuales eran budistas, y algunos de los cuales eran hindúes que luego se convirtieron al budismo una vez en Sudáfrica), la mayoría de los budistas en Sudáfrica son  conversos, y no  asiáticos. Varios grupos budistas crecieron en las principales ciudades desde la década de 1970, y ha habido una proliferación de distintas tradiciones budistas desde mediados de la década de 1980. Estos incluyen las escuelas Theravada, Zen,  Nichiren y  Tibetano.
La hermana Palmo (Freda Bedi) jugó un papel decisivo en el establecimiento de la escuela de budismo tibetano Karma Kagyu en Sudáfrica cuando lo visitó en 1972. A instancias del 16º Karmapa, Choje Akong Tulku Rinpoche estableció centros Samye Dzong Dharma en las principales ciudades de Sudáfrica , que prosperan hoy bajo la guía del 17º Karmapa, Ogyen Drodul Trinley Dorje.
La orden budista Fo Guang Shan ha erigido el Templo de Nan Hua, el templo y monasterio budista más grande de África, en la ciudad de Bronkhorstspruit cerca de Pretoria. Otro centro budista notable en el país es el Centro de Retiro Budista en Ixopo, KwaZulu-Natal. El grupo laico budista de Nichiren Soka Gakkai International tiene un centro comunitario en Parkwood, Johannesburgo. Se han establecido derivados del Zen coreano en el Cabo Occidental. La Asociación Vipassana de Sudáfrica fundada por  S.N. Goenka ha estado llevando a cabo retiros de meditación en el Cabo Occidental. Las adiciones más recientes a la colección de escuelas incluyen  Shambala originalmente concebido por Chögyam Trungpa, Budismo Camino del Diamante, una tradición budista laica multicultural dirigida por Ole Nydahl y bajo la guía de  HH 17º Karmapa Trinley Thaye Dorje, y la  Nueva Kadampa fundada por Geshe Kelsang Gyatso.
Un estudio de 2003 estimó que a fines de la década de 1990 había un total de 6.000 budistas en Sudáfrica (3.000 de los cuales tenían ascendencia asiática) de una población total de 42 millones (o el 0,01% de la población total). Y de acuerdo con las estimaciones de la década de 2010, los seguidores budistas (pueden incluir taoísmo y religión popular china) están aumentando entre un 0,2% 0.3% de la población sudafricana, o entre 100 y 150 mil personas, mientras que el número de budistas practicantes puede ser bajo.

## Visitas del Dalai Lama
Los líderes budistas suelen visitar el país para impartir enseñanzas y bendiciones. El Dalai Lama asistió al Parlamento de las Religiones del Mundo en 1999, y nuevamente en 2004, pero al intentar entrar en Sudáfrica se le negó la visa cuando se le pidió que asistiera a una conferencia internacional de paz en marzo de 2009. También cuando fue invitado a Sudáfrica para la fiesta de cumpleaños número 80 de Arzobispo emérito Desmond Tutu el 7 de octubre de 2011.
La 14.ª Cumbre Mundial de Premios Nobel de la Paz estaba programada para realizarse en Ciudad del Cabo, Sudáfrica, en 2014, pero por tercera vez, al Dai Lai Lama se le había negado una visa. La cumbre fue cancelada poco después cuando varios otros premios Nobel de la paz cancelaron sus boletos en protesta. La 14.ª cumbre de paz finalmente se trasladó a Roma, Italia, en diciembre de 2014.
El Ministerio de Relaciones Exteriores de Sudáfrica negó haber rechazado la solicitud de visa del Dalai Lama, diciendo en cambio que el líder espiritual tibetano había cancelado su viaje, aunque es muy probable que las relaciones con China hayan sido la razón principal por la que se le negó la VISA.
Esto es evidente por dos hechos.
En primer lugar, se le han negado visas al Dai Lai Lama anteriormente, y en casi todos los casos el país de destino tenía fuertes lazos con China, y se ha afirmado que China pidió a esos gobiernos que no acomodaran al premio Nobel de la paz. Además, en febrero de 2014, el gobierno chino reaccionó con ira cuando el presidente de Estados Unidos, Barack Obama, ignoró su solicitud de no reunirse con el líder tibetano exiliado.
En segundo lugar, en el momento de la tercera negativa, el principal portavoz de relaciones internacionales, Clayson Monyela, no pudo comentar sobre el asunto ya que estaba en China por negocios.
Tras el escándalo, el gobierno chino elogió a Sudáfrica por su rechazo de la visa, y el comentario final del portavoz del departamento de relaciones internacionales, Clayson Monyela, sobre el tema fue que el líder espiritual tibetano había cancelado su viaje a Sudáfrica y (que) su solicitud de visa fue un asunto cerrado.
Más tarde, el Dalai Lama confirmó los informes de los medios cuando denunció públicamente al gobierno sudafricano durante un discurso que pronunció en la ciudad de Dharamsala, en el norte de India. Se le cita diciendo: "La cumbre del Nobel de la paz programada para celebrarse en Sudáfrica para honrar el legado de nuestro compañero laureado, el difunto Nelson Mandela, ha sido cancelada porque el gobierno sudafricano no me permitió asistir. Esto es como intimidar a una persona sencilla ". En la XIV Cumbre, la también laureada Jody Williams también denunció públicamente al gobierno del presidente Jacob Zuma, acusándolos de "(vender) su alma y su soberanía a China".

## Budistas sudafricanos notables
- Rob Nairn, maestro budista, autor y divulgador
- Breyten Breytenbach, poeta, pintor y activista político afrikáans